# Wetria
Wetria é um género botânico pertencente à família Euphorbiaceae.
As espécies deste gênero são enontrados na Austrália, Nova Guiné e Sudeste asiático.

## Sinonímia
- Pseudotrewia Miq.

## Espécies
Composto por 6 espécies:
| - Wetria australiensis - Wetria cuneifolia - Wetria insignis | - Wetria macrophylla - Wetria rufescens - Wetria trewioides |

## Nome e referências
Wetria Baill.